# Kabupaten Klungkung
Kabupaten Klungkung är ett kabupaten i Indonesien.   Det ligger i provinsen Provinsi Bali, i den sydvästra delen av landet, 1 000 km öster om huvudstaden Jakarta. Antalet invånare är 170 543. Kabupaten Klungkung ligger på ön Nusa Penida.